# Plagiolepis simoni
Plagiolepis simoni är en myrart som beskrevs av Carlo Emery 1921. Plagiolepis simoni ingår i släktet Plagiolepis och familjen myror. Inga underarter finns listade i Catalogue of Life.